# Luchthaven Mobaye Mbanga
Luchthaven Mobaye Mbanga (IATA: geen, ICAO: FEFE) is een luchthaven in Mobaye, Centraal-Afrikaanse Republiek.